# Фредерикстед
Фредерикстед (англ. Frederiksted) — город, расположенный в западной части острова Санта-Крус (Американские Виргинские острова). Население — 732 чел. (по данным на 2000 г.).